# Helmut Schießl
Helmut Schießl, né le 25 février 1972, est un coureur de fond allemand spécialisé en course en montagne et en trail. Il est champion du monde de course en montagne longue distance 2005 et a remporté deux Coupes d'Europe d'Ultra-Marathon.

## Biographie
Helmut débute l'athlétisme relativement tard, un peu par accident. Il fume et roule en moto. En 1994, il se fait contrôler positif à l'alcool et se fait retirer son permis de conduire pour un an. Il effectue alors le trajet de son domicile de Buchenberg à son lieu de travail à Kempten à vélo. Cet effort lui paraît insurmontable dans un premier temps, mais il finit par s'habituder et y prend du plaisir. Il ne souhaite cependant pas s'investir dans le cyclisme qui dépend trop du matériel à son goût et se met à la course à pied. Il participe à sa première course en 1995, les 10 kilomètres du Nouvel an à Kempten qu'il remporte. Il célèbre sa victoire avec une cigarette mais arrête de fumer quelque temps après. Il court ensuite des distances toujours plus longues, passant au marathon, puis à l'ultrafond. Il se met également au trail et à la course en montagne, préférant courir hors des sentiers battus.
Il remporte son premier grand succès en 2001 en remportant le Schwäbische Alb et devenant ainsi le premier champion d'Allemagne d'ultratrail. Il remporte le classement général de la Coupe d'Europe de l'Ultra-Marathon à deux reprises, en 2001-02 grâce à ses victoires au Schwäbische Alb et à l'Ultramarathon de Mnišek pod Brdy. Cette dernière victoire comptant également pour le classement 2002, il remporte à nouveau la Coupe. Il prend part à son premier Trophée mondial de course en montagne en 2002 à Innsbruck où il se classe 17e.
Lors du Trophée mondial de course en montagne 2003 à Girdwood, il termine huitième et décroche la médaille de bronze par équipes avec Markus Jenne, Timo Zeiler et Max Frei.
Il termine deuxième de Sierre-Zinal en 2004 qui accueille la première édition du Challenge mondial de course en montagne longue distance et y remporte la médaille d'argent. il rate de peu le podium au Trophée mondial de course en montagne à Sauze d'Oulx.
Le 10 juillet 2005, il parvient à battre Marco De Gasperi pour devenir vice-champion d'Europe de course en montagne à la course de montagne du Grossglockner. Deux semaines plus tard, il mène la course du marathon du Vignemale comptant comme Challenge mondial de course en montagne longue distance. Malgré quelques arrêts pour masser sa jambe endolorie, il franchit la ligne d'arrivée le premier et remporte le titre.
En 2006, il décide de couper les ponts avec l'équipe nationale. Déjà en froid avec la Fédération allemande d'athlétisme au vu du manque de reconnaissance de sa discipline de prédilection, il fait l'objet de remontrances, n'ayant pas respecté ses obligations de contrôles antidopage. Il décide de ne plus s'engager dans les championnats pour représenter son pays mais de ne plus courir que pour lui-même. Il se soumet tout de même aux contrôles antidopage pour couper court à toute rumeur et pour rassurer ses sponsors. Lors des courses en montagnes, il fait la connaissance du Mexicain Ricardo Mejía qui lui fait découvrir la discipline du skyrunning. Il prend part à sa première course en 2006, la SkyRace Valmalenco-Valposchiavo qu'il remporte. Le 13 août, il décroche son quatrième titre d'affilée de champion d'Allemagne de course en montagne.
Il remporte la médaille d'argent aux championnats d'Europe de skyrunning 2007 se déroulant dans le cadre de la SkyRace Valmalenco-Valposchiavo puis le bronze en 2008 à Zegama-Aizkorri.
Le 16 juillet 2016, il remporte la victoire sur le parcours E51 de l'Eiger Ultra Trail. En septembre, Helmut et Daniel Jung remportent la Transalpine Run en gagnant trois des sept étapes.

## Palmarès

### Route
| Année | Compétition                              | Lieu                | Place | Épreuve       | Performance     |
| ----- | ---------------------------------------- | ------------------- | ----- | ------------- | --------------- |
| 2001  | Self-Transcendence 6 heures de Nuremberg | Nuremberg           | 1er   | Ultrafond     | 82,663 km       |
| 2001  | Heilbronner Trollinger-Marathon          | Heilbronn           | 1er   | Marathon      | 2 h 34 min 49 s |
| 2001  | 3-Länder-Halbmarathon                    | Brégence            | 1er   | Semi-marathon | 1 h 12 min 13 s |
| 2002  | Marathon de Munich                       | Munich              | 5e    | Marathon      | 2 h 28 min 46 s |
| 2004  | Heilbronner Trollinger-Marathon          | Heilbronn           | 1er   | Marathon      | 2 h 32 min 55 s |
| 2007  | Semi-marathon de Fribourg                | Fribourg-en-Brisgau | 3e    | Semi-marathon | 1 h 8 min 38 s  |
| 2010  | Zweiländer Marathon                      | Pfronten            | 1er   | Marathon      | 2 h 38 min 24 s |
| 2011  | Semi-marathon de Kempten                 | Kempten             | 5e    | Semi-marathon | 1 h 10 min 6 s  |

### Course en montagne
| no  | masculin           | Course                                                  | Longueur | Départ            | Temps           |
| --- | ------------------ | ------------------------------------------------------- | -------- | ----------------- | --------------- |
| 1re | Médaille d'or      | Championnats d'Allemagne de course en montagne          | 9,7 km   | 22 juin 2003      | 46 min 39 s     |
| 10e | 10e                | Championnats d'Europe de course en montagne             | 13,5 km  | 6 juillet 2003    | 1 h 9 min 9 s   |
| 1re | Médaille d'or      | Alpin-Marathon Oberstaufen                              | 42,2 km  | 12 juillet 2003   | 3 h 14 min 51 s |
| 2e  | Médaille d'argent  | Course du Cervin                                        | 14,35 km | 17 août 2003      | 1 h 7 min 3 s   |
| 8e  | 8e                 | Trophée mondial de course en montagne                   | 11,48 km | 21 septembre 2003 | 53 min 19 s     |
| 3e  | Médaille de bronze | Course de montagne du Hochfelln                         | 8,9 km   | 5 octobre 2003    | 44 min 2 s      |
| 2e  | Médaille d'argent  | Course de montagne du Karwendel                         | 11 km    | 25 juillet 2004   | 1 h 2 min 50 s  |
| 2e  | Médaille d'argent  | Challenge mondial de course en montagne longue distance | 31 km    | 8 août 2004       | 2 h 36 min 6 s  |
| 1re | Médaille d'or      | Championnats d'Allemagne de course en montagne          | 6 km     | 29 août 2004      | 31 min 56 s     |
| 4e  | 4e                 | Trophée mondial de course en montagne                   | 10,14 km | 5 septembre 2004  | 50 min 50 s     |
| 3e  | Médaille de bronze | Course de montagne du Hochfelln                         | 8,9 km   | 9 octobre 2004    | 43 min 32 s     |
| 1re | Médaille d'or      | Marathon de Napf                                        | 42,2 km  | 10 octobre 2004   | 3 h 1 min 53 s  |
| 3e  | Médaille de bronze | Course de montagne du Feuerkogel                        | 11 km    | 5 juin 2005       | 58 min 32 s     |
| 2e  | Médaille d'argent  | Championnats d'Europe de course en montagne             | 12,95 km | 10 juillet 2005   | 1 h 12 min 16 s |
| 1re | Médaille d'or      | Challenge mondial de course en montagne longue distance | 42,2 km  | 24 juillet 2005   | 3 h 59 min 47 s |
| 3e  | Médaille de bronze | Sierre-Zinal                                            | 31 km    | 14 août 2005      | 2 h 37 min 36 s |
| 5e  | 5e                 | Trophée mondial de course en montagne                   | 13,5 km  | 25 septembre 2005 | 56 min 22 s     |
| 4e  | Médaille d'or      | Championnats d'Allemagne de course en montagne          | 12 km    | 8 octobre 2005    | 46 min 34 s     |
| 1re | Médaille d'or      | Montée du Grand Ballon                                  | 13,5 km  | 26 mai 2006       | 1 h 1 min 58 s  |
| 5e  | 5e                 | Marathon de Zermatt                                     | 42,2 km  | 8 juillet 2006    | 3 h 25 min 1 s  |
| 1re | Médaille d'or      | Championnats d'Allemagne de course en montagne          | 8 km     | 13 août 2006      | 40 min 11 s     |
| 1re | Médaille d'or      | Marathon de Zermatt                                     | 42,2 km  | 7 juillet 2007    | 3 h 6 min 31 s  |
| 4e  | 4e                 | LGT Alpin Marathon                                      | 42,2 km  | 14 juin 2008      | 3 h 12 min 18 s |
| 4e  | 4e                 | Sierre-Zinal                                            | 31 km    | 10 août 2008      | 2 h 39 min 31 s |
| 1re | Médaille d'or      | Drei Zinnen Alpine Run                                  | 11,2 km  | 14 septembre 2008 | 44 min 50 s     |
| 3e  | Médaille de bronze | Marathon de Zermatt                                     | 42,2 km  | 4 juillet 2009    | 3 h 17 min 12 s |
| 1re | Médaille d'or      | Drei Zinnen Alpine Run                                  | 17,5 km  | 13 septembre 2009 | 1 h 28 min 51 s |
| 2e  | Médaille d'argent  | Course de montagne du Karwendel                         | 9 km     | 25 juillet 2010   | 43 min 5 s      |
| 3e  | Médaille de bronze | Drei Zinnen Alpine Run                                  | 17,5 km  | 12 septembre 2010 | 1 h 28 min 55 s |
| 2e  | Médaille d'argent  | Glacier 3000 Run                                        | 26 km    | 6 août 2011       | 2 h 24 min 52 s |
| 2e  | Médaille d'argent  | Drei Zinnen Alpine Run                                  | 17,5 km  | 11 septembre 2011 | 1 h 29 min 25 s |
| 3e  | Médaille de bronze | Kaisermarathon                                          | 28,5 km  | 8 octobre 2011    | 1 h 56 min 32 s |

### Trail
| no  | masculin           | Course                                | Longueur | Départ                        | Temps            |
| --- | ------------------ | ------------------------------------- | -------- | ----------------------------- | ---------------- |
| 2e  | Médaille d'argent  | GutsMuths-Rennsteiglauf Supermarathon | 76 km    | 20 mai 2000                   | 5 h 24 min 56 s  |
| 1re | Médaille d'or      | Schwäbische Alb                       | 50 km    | 20 octobre 2001               | 3 h 17 min 22 s  |
| 1re | Médaille d'or      | Ultramarathon de Mnišek pod Brdy      | 50 km    | 13 avril 2002                 | 2 h 59 min 7 s   |
| 2e  | Médaille d'argent  | GutsMuths-Rennsteiglauf Supermarathon | 74,5 km  | 25 mai 2002                   | 5 h 19 min 55 s  |
| 1re | Médaille d'or      | Silvretta Ferwall Marsch              | 42,2 km  | 25 août 2002                  | 2 h 59 min 48 s  |
| 2e  | Médaille d'argent  | Schwäbische Alb                       | 50 km    | 19 octobre 2002               | 3 h 18 min 29 s  |
| 2e  | Médaille d'argent  | GutsMuths-Rennsteiglauf Supermarathon | 72,7 km  | 17 mai 2003                   | 5 h 23 min 48 s  |
| 1re | Médaille d'or      | Silvretta Ferwall Marsch              | 42,2 km  | 31 août 2003                  | 3 h 8 min 15 s   |
| 2e  | Médaille d'argent  | Schwäbische Alb                       | 50 km    | 18 octobre 2003               | 3 h 28 min 32 s  |
| 3e  | Médaille de bronze | Schwäbische Alb                       | 50 km    | 25 octobre 2008               | 3 h 26 min 41 s  |
| 1re | Médaille d'or      | Silvretta Ferwall Marsch              | 42,2 km  | 29 août 2010                  | 3 h 1 min 6 s    |
| 1re | Médaille d'or      | Silvretta Ferwall Marsch              | 42,2 km  | 28 août 2011                  | 2 h 40 min 9 s   |
| 1re | Médaille d'or      | Allgäuer Voralpenmarathon             | 50 km    | 22 septembre 2013             | 3 h 45 min 59 s  |
| 2e  | Médaille d'argent  | Ötscher-Ultramarathon 50+20 km        | 70 km    | 4 juin 2016                   | 5 h 26 min 2 s   |
| 1re | Médaille d'or      | Eiger Ultra Trail E51                 | 51 km    | 16 juillet 2016               | 5 h 15 min 21 s  |
| 1re | Médaille d'or      | Swiss Irontrail D21                   | 21 km    | 6 août 2016                   | 2 h 19 min 13 s  |
| 1re | Médaille d'or      | Gore-Tex Transalpine Run              | 250 km   | 4 septembre-10 septembre 2016 | 27 h 13 min 15 s |
| 3e  | Médaille de bronze | Eiger Ultra Trail E51                 | 51 km    | 15 juillet 2017               | 5 h 25 min 21 s  |

### Skyrunning
| no  | masculin           | Course                              | Longueur | Départ       | Temps           |
| --- | ------------------ | ----------------------------------- | -------- | ------------ | --------------- |
| 1re | Médaille d'or      | SkyRace Valmalenco-Valposchiavo     | 31 km    | 11 juin 2006 | 2 h 41 min 10 s |
| 2e  | Médaille d'argent  | Championnats d'Europe de skyrunning | 31 km    | 10 juin 2007 | 2 h 37 min 48 s |
| 3e  | Médaille de bronze | Championnats d'Europe de skyrunning | 42 km    | 25 mai 2008  | 4 h 5 min 38 s  |
| 3e  | Médaille de bronze | SkyRace Valmalenco-Valposchiavo     | 20 km    | 7 juin 2009  | 1 h 50 min 36 s |
| 1re | Médaille d'or      | SkyRace Valmalenco-Valposchiavo     | 31 km    | 13 juin 2010 | 2 h 43 min 56 s |

## Records
| Épreuve       | Performance     | Date                | Lieu           |
| ------------- | --------------- | ------------------- | -------------- |
| Semi-marathon | 1 h 8 min 38 s  | Fribourg-en-Brisgau | 1er avril 2007 |
| Marathon      | 2 h 28 min 46 s | Munich              | 4 octobre 2008 |